# Majakerta (Majalaya)
Majakerta is een bestuurslaag in het regentschap Bandung van de provincie West-Java, Indonesië. Majakerta telt 12.066 inwoners (volkstelling 2010).